# Maria Serafina Micheli
Clotilde Micheli, S.d.A., řeholním jménem Maria Serafina od Nejsvětějšího Srdce (11. září 1849, Imer – 24. března 1911, Faicchio) byla italská římskokatolická řeholnice a mystička, zakladatelka a členka kongregace Andělských sester. Katolická církev ji uctívá jako blahoslavenou.

## Život

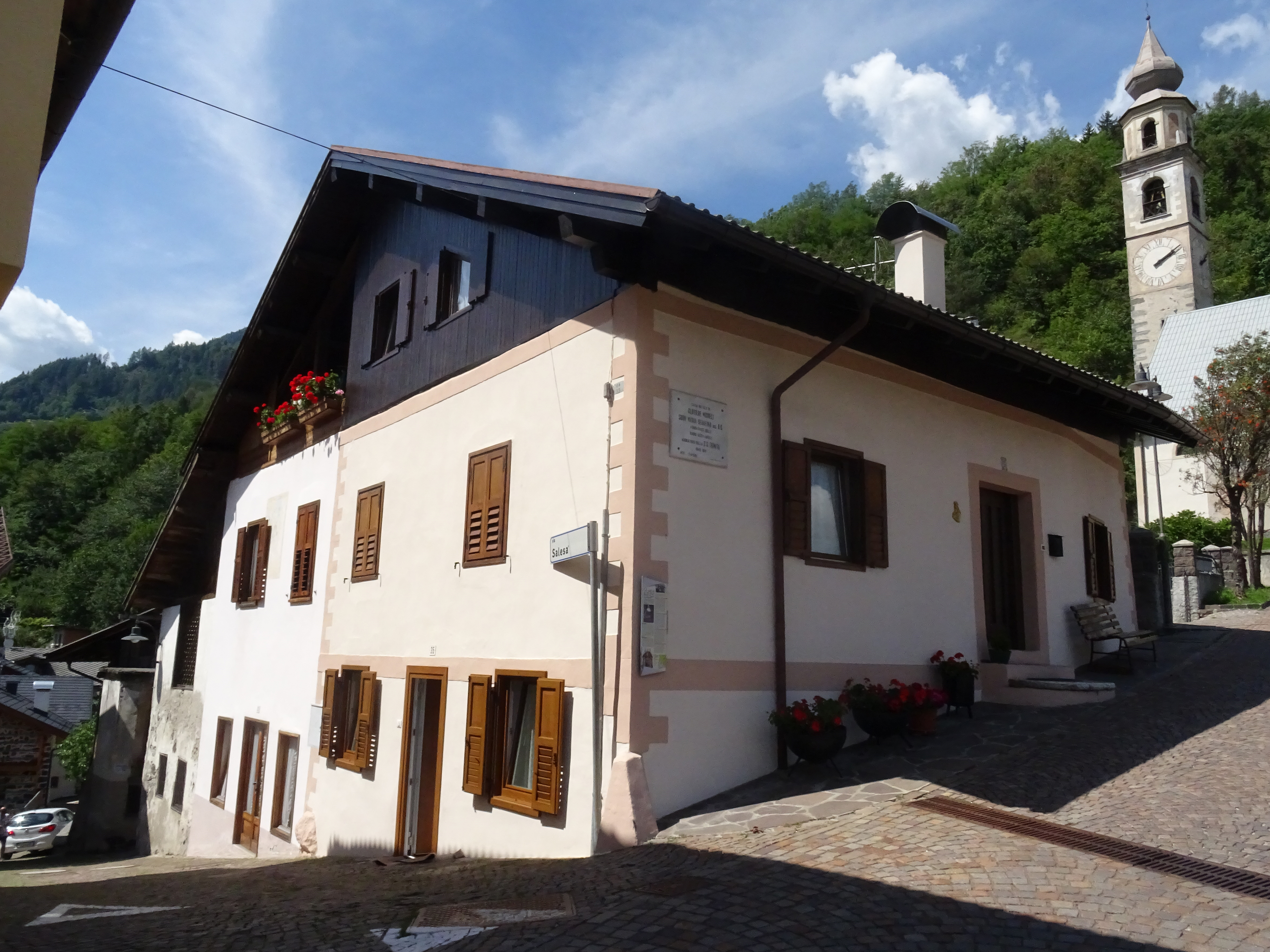
Její rodný dům v Imeru

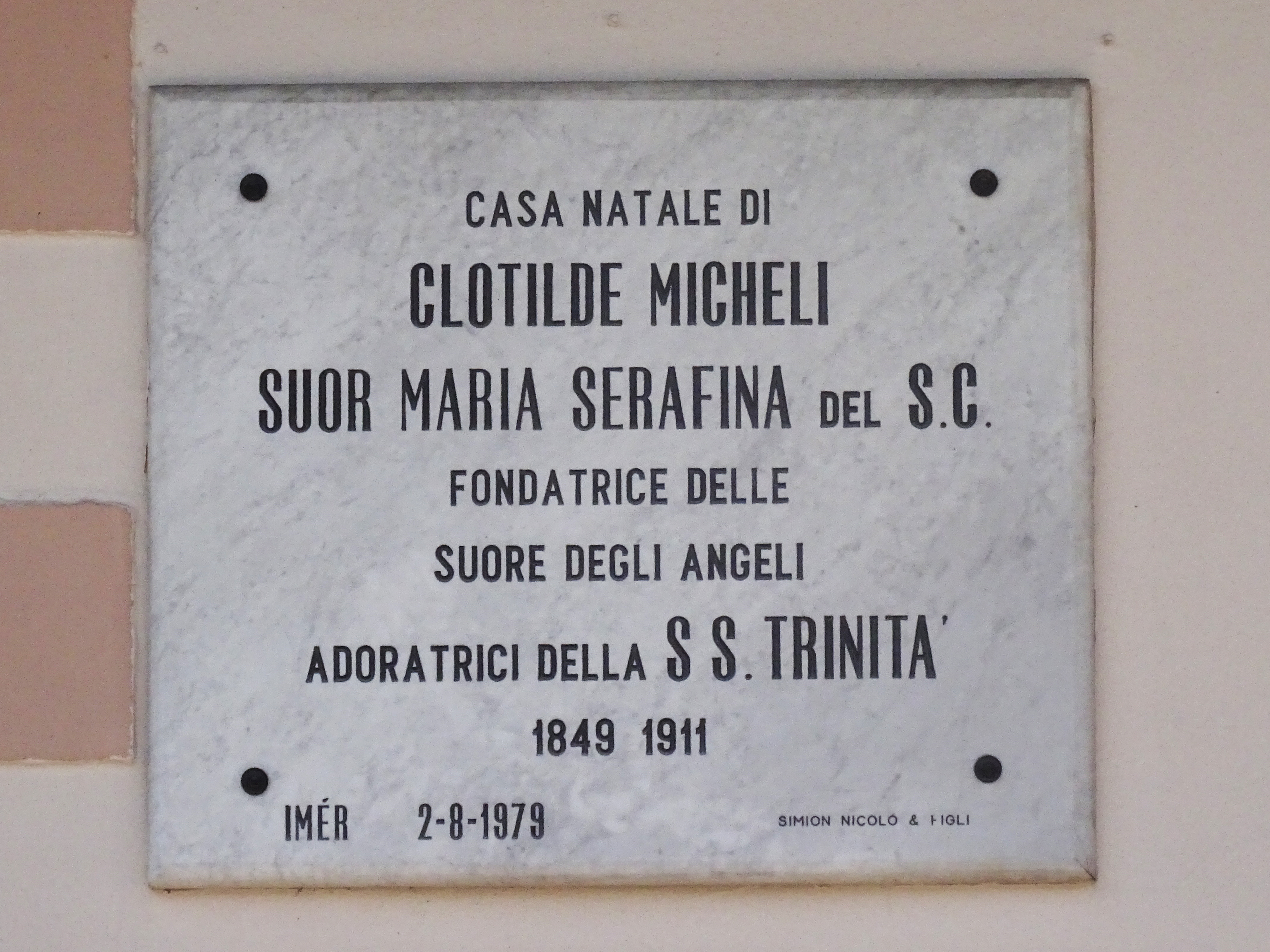
Pamětní deska na jejím rodném domě

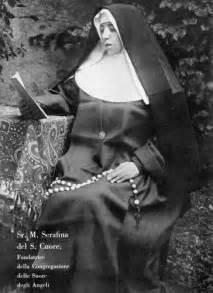
Fotografie

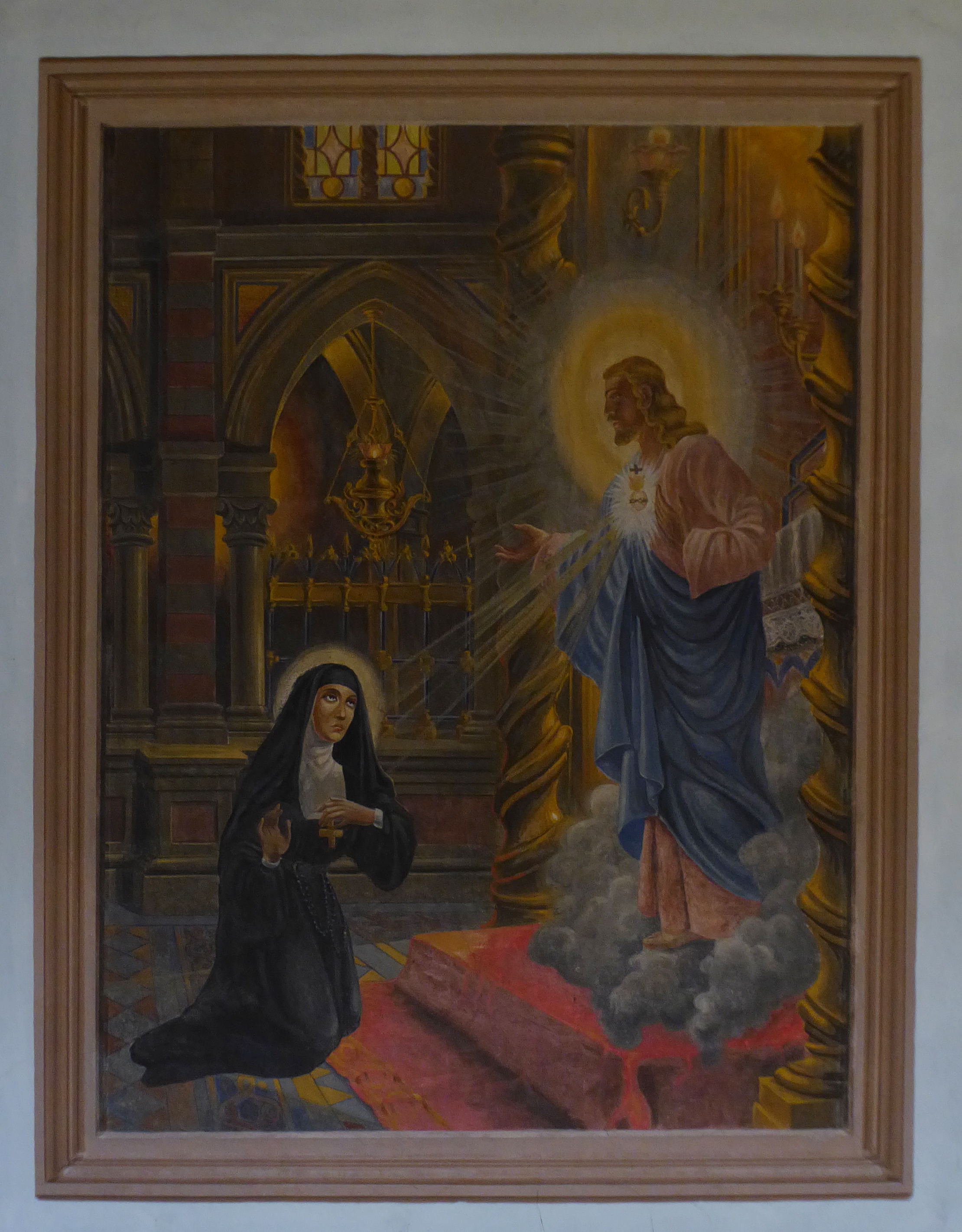
Obraz, zobrazující ji modlící se k Nejsvětějšímu Srdci Ježíšovu

Narodila se dne 11. září 1849 v obci Imer v oblasti Trento v dnešní Itálii. Jejími rodiči byli Domingo Micheli a Ana María Orsingher. Svátost biřmování přijala roku 1852 z rukou tridentského biskupa bl. Johanna Nepomuka von Tschiderera. Již v dětství mývala zjevení Andělů strážných a Panny Marie. Své první svaté přijímání přijala roku 1858. Rozhodla se stát řeholnicí a často se účastnila eucharistických adorací. Jako dítě získala vzdělání od své matky, která ji také vychovávala v křesťanských hodnotách. V noci 2. srpna 1867 se jí ve farním kostele v její rodné obci zjevila Panna Maria s anděly okolo sebe a zjevila jí její poslání založit novou ženskou řeholní kongregaci.
Odešla do Benátek na duchovní cvičení, vedené budoucím benátským patriarchou a kardinálem Domenicem Agostinim. Snažila se podniknou kroky k založení nové kongregace, avšak neměla inspiraci pro sepsání řehole a měla pochybnosti o svém poslání. V roce 1867 se přestěhovala do Padovy, kde se jejím duchovním vůdcem stal kněz Angelo Piacentini, kterému se svěřila se svými pochybnostmi o svém poslání. Pod jeho duchovním vedením zůstala do jeho smrti roku 1876 Roku 1878 zjistila, že ji rodiče bez jejího vědomí pro ni právě zařizují sňatek. Uprchla proto do Epfendorfu v Německém království, kde zůstala do roku 1885, kdy pracovala jako zdravotní sestra na klinice, vedené řeholnicemi. Roku 1883 jí zemřela matka a její otec ji roku 1885 následoval. Poté se vrátila zpět do své rodné obce.
Roku 1883 procházela Eislebenem v Sasku, rodištěm Martina Luthera. Toho dne se slavilo čtyři sta let od jeho narození. Když procházela městem, hledala kostel, ve kterém by se mohla modlit. Jeden kostel skutečně nalezla, avšak bylo zavřeno a tak poklekla a modlila se na schodech před jeho dveřmi. Zatímco se modlila se jí zjevil Anděl strážný a zjevil jí, ať se zde nemodlí, neboť se jedná o kostel protestantský. Poté jí sdělil: "Chci ti ukázat místo, kde je Martin Luther odsouzen na trest, který podstupuje za svou pýchu." Po těch slovech spatřila strašlivou ohnivou propast (peklo), v níž bylo mučeno nevyčíslitelné množství duší a na dně muž, Martin Luther, obklopený démony, kteří mu kladivem zatloukali hřeb do hlavy.
Po boku své neteře Giuditty se v květnu roku 1887 vydala na pěší pouť do Říma a dala si za cíl zastavit se u všech mariánských svatyní na trase, aby mohla získat další inspiraci pro svůj úmysl. V srpnu téhož roku dorazila do Říma a vstoupila do kongregace Sester Neposkvrněného Početí. Obdržela hábit a přijala řeholní jméno Maria Annunziata. V kongregaci zůstala do roku 1891 a sloužila jako matka představená kláštera ve vesnici Sgurgola v diecézi Anagni. Během své pouti v Assisi poznala františkánského kněze Francesca Fusca da Traniho, který jí poradil, aby opustila svoji kongregaci a odešla do Piedimonte d'Alife, kde měl biskup zdejší diecéze Antonio Scotti plány pro založení nové řeholní kongregace. Když se s ním však setkala, zjistila, že se jejich vize příliš neshodují.
Poté odcestovala do Caserty, kde po boku řeholnice Filomeny Scaringi poskytovala potřebným materiální a duchovní podporu. Ve vesnici Casolle (část města Caserta) zřídila řeholní dům, kde žila se dvěma dalšími ženami. Dne 28. června 1891 s pomocí místního biskupa založila ženskou řeholní kongregaci Andělských sester a spolu se svými společnicemi do ní také sama vstoupila. Přijala nové řeholní jméno Maria Serafina od Nejsvětějšího Srdce. Kongregace se počala rozrůstat, kdy přibývaly nové členky a další řeholní domy na jiných místech. Roku 1899 byl ve Faicchiu otevřen nový mateřský dům kongregace, do kterého se přestěhovala.
Roku 1895 vážně onemocněla a odmítla se léčit a byla postavena na odpočinek. Jednou se jí podařilo vyhnat démony z posedlého seminaristy, který do jejího řeholního domu přišel a mluvil nelidským hlasem.
Zemřela dne 24. března 1911 ve Faicchiu, kde jsou také uloženy její ostatky.

## Úcta
Její beatifikační proces započal dne 9. července 1990, čímž obdržela titul služebnice Boží. Dne 3. července 2009 ji papež Benedikt XVI. podepsáním dekretu o jejích hrdinských ctnostech prohlásil za ctihodnou. Dne 1. července 2010 byl uznán zázrak na její přímluvu, potřebný pro její blahořečení.
Blahořečena pak byla dne 28. května 2011 na Campo Sportivo ve Faicchiu. Obřadu předsedal jménem papeže Benedikta XVI. kardinál Angelo Amato.
Její památka je připomínána 24. března. Bývá zobrazována v řeholním oděvu.